# Leonel Morales (pianista)
Leonel Morales Alonso (La Habana, 5 de octubre de 1964) es un pianista nacido en Cuba, nacionalizado español y residente en España desde 1991. Su trayectoria incluye frecuentes giras y actuaciones por Europa, Asia, América y Oceanía, siendo calificado por la crítica internacional como uno de los pianistas más destacados de su generación. Leonel Morales también es ampliamente reconocido como maestro y pedagogo del piano. Es el fundador y director artístico del Concurso Internacional de Piano Compositores de España (CIPCE).

## Biografía y trayectoria
Leonel Morales realizó sus estudios musicales en el Instituto Superior de Arte de La Habana, licenciándose en 1988 bajo la tutela del maestro Frank Fernández, discípulo de Victor Merzhanov en el Conservatorio de Moscú que inculcó en él las raíces y enseñanzas de la tradicional escuela rusa. También recibió clases en Weimar con el maestro Jacob Latainer y trabajó con Mikhail Voskresensky durante su estancia en Cuba como alumno seleccionado. Fue durante dos años profesor asistente de la clase del maestro Aquiles Delle Vigne en el "Sommerakademie" de la Universidad Mozarteum en Salzburgo. Antes de su llegada a España ya había obtenido premios internacionales como el primer premio Teresa Carreño (Venezuela, 1985) y Ciutat de Manresa (Barcelona, 1986), el premio UENAC (Cuba, 1986) y el "Artista Más Destacado de Cuba" (1986).
Llegó a España a la edad de 25 años. En los años siguientes, fue premiado en una serie de concursos que le llevaron a despegar su carrera y consolidarse en la escena pianística nacional e internacional. Destacan su primer premio en el Premio Internacional de Piano Fundación Guerrero (Madrid, 1993) y el segundo premio en el Concurso Internacional de Piano Premio Jaén (1995), certamen en el que también se hizo con los premios especiales a la mejor interpretación de música española "Rosa Sabater" (1993) y mejor interpretación de música contemporánea (1995). A raíz de estos éxitos en España, Leonel Morales comenzó a actuar frecuentemente junto con las orquestas más destacadas del país como la Orquesta Nacional de España y la Orquesta de Radio Televisión Española. Otros galardones internacionales incluyeron el premio "Sommerakademie" de la Universidad Mozarteum al mejor solista del año 1994 (Salzburgo), el segundo premio en el Concurso Internacional de Piano “Cidade Do Porto” (1993) y más reconocimientos en los concursos de William Kapell (1994), Aosta (1995), Corea (1990) y Sydney (1996). Las críticas internacionales afirmaron que Leonel Morales “manifiesta belleza sonora, técnica sólida, gran dinámica que no satura nunca... es objetivamente soberbio” (La Libre Belgique), “dispone de una brillante técnica, un fino sentido de la armonía y un fuerte temperamento” (Salzburger Nachrichten).
En 2001 realizó su primera gira por los Estados Unidos con la Orquesta Nacional de España bajo la dirección de Frühbeck de Burgos, actuando en las mejores salas de Los Angeles, New Jersey, Houston y Washington, como el Kennedy Center Concert Hall, y obteniendo halagos en la crítica del Washington Post por su poderosa interpretación del Concierto para Piano de Antón García Abril. En 2006 debutó con gran éxito en el Carnegie Hall, donde el crítico y pianista Harris Goldsmith dijo de él "... Impresionantemente limpia y bien estructurada la Sonata Op. 101 de Beethoven ... Su maravilloso Petroushka hizo temblar al público" (New York Concert Review). En 2008 realizó su segunda gira de 23 conciertos por los Estados Unidos, donde interpretó el Concierto nº 1 de Tchaikovsky y el Concierto nº 3 de Rajmáninov, acompañado por la Orquesta Sinfónica del Estado de México bajo la dirección de Enrique Bátiz. Una vez más, fue aclamado por la crítica estadounidense como el "héroe del día" por su "increíble Tchaikovsky que provocó una ovación instantánea" (The Palm Beach Post, 2008). El neoyorkino The Daily Gazette destacó "su Tercero de Rachmaninov, cargado de electricidad y gran brillantez, que postró al público a sus pies", mientras que el Times Union señaló cómo Leonel Morales estuvo "extraordinario en el Concierto núm. 3, de Rachmaninov, con una interpretación virtuosa, excitante y muy imaginativa".
A lo largo de su carrera, Leonel Morales ha actuado frecuentemente como solista con reconocidas orquestas españolas y extranjeras como la Orquesta de Virtuosos de la Filarmónica de Berlín, la Filarmónica Nacional de Varsovia, la Orquesta Nacional de España, las orquestas de radio nacional RTV España, RTV Liubliana, RAI Turín, las sinfónicas de Hamburgo, Dallas, Houston, Burgos, Tenerife, Bilbao, Sevilla, Estambul, Ankara, Frankfurt-Oder, New Jersey, y las filarmónicas de Dresde, Bergen, Denver, Louisiana, Málaga, Galicia. Algunos de los directores más destacados con los que ha colaborado incluyen a Rafael Frühbeck de Burgos, Mijail Yurowsky, Antoni Wit, Cristóbal Halffter, Pedro Halffter, George Pehlivanian, Adrian Leaper, Juanjo Mena, Marzio Conti, Antoni Ros-Marbà y Tania León, entre muchos otros. Su trayectoria artística ha sido reconocida con el "Tasto D'Argento 2008" en Alessandria y con el “Cabaion D´Oro 2013” en Verona, premios que se conceden a personalidades del piano con una consolidada carrera internacional.
Conocido por su virtuosismo y dominio del repertorio pianístico alemán, ruso y francés, es uno de los pocos pianistas que ha interpretado en dos noches consecutivas la integral de los conciertos completos para piano y orquesta de Rajmáninov, incluyendo la Rapsodia Sobre un Tema de Paganini. Es considerado un experto en Beethoven, interpretando e impartiendo las 32 sonatas en cursos extraordinarios y clases magistrales. También es invitado a formar parte del jurado en concursos internacionales de piano en todo el mundo.
Leonel Morales es artista exclusivo de la agencia de conciertos Musiespaña y miembro académico de la Real Academia de Bellas Artes de Santa Isabel de Hungría en Sevilla desde 2007. Desde el año 2018 es artista exclusivo en China de la marca de piano Yangtze River, realizando giras de conciertos anuales en las mejores salas del país. Desde 2024 es representante exclusivo de la marca de piano alemana Grotrian-Steinweg en España. 

## Docencia y dirección artística
Leonel Morales compagina su actividad como concertista con su labor como docente y director artístico. Tras su llegada a España, fue catedrático durante 15 años en el Conservatorio Superior de Castellón “Salvador Seguí”. Actualmente imparte clases en la Cátedra de Música y Artes Escénicas de la Universidad Alfonso X El Sabio y en la Escuela Superior de Música Forum Musikae, donde sus alumnos de todas las edades obtienen cada año numerosos premios en competiciones internacionales de prestigio. Además, es invitado anualmente al curso internacional "Sommerakademie" de la Universidad Mozarteum en Salzburgo y ha trabajado como profesor en residencia en varias universidades americanas, chinas y europeas.
Es el fundador y director artístico del Concurso Internacional de Piano Compositores de España (CIPCE) que desde el año 2000 tiene lugar anualmente en el Auditorio Joaquín Rodrigo de Las Rozas de Madrid. Cada edición del concurso toma el nombre de un compositor español, al cual se le rinde homenaje programando obras de su producción pianística. Desde la edición de 2022 "Enrique Granados" el concurso forma parte de la Federación Mundial de Concursos Internacionales de Música, situándolo como uno de los concursos de piano más relevantes a nivel internacional. También es el fundador y director artístico del festival de música Leonel Morales and Friends que se celebra desde hace más de 25 años en Granada y del Concurso Internacional de Piano María Herrero, que tiene lugar de forma simultánea al festival.

## Discografía
- XAVIER MONTSALVATGE - Concierto Breve. Con la Orquesta Sinfónica de Madrid bajo la dirección de Antoni Ros Marbá / Sello Marco Polo. Madrid, España (1994) [Premio 'RITMO' al mejor CD del año 1994].[23]
- ANTÓN GARCÍA ABRIL - Integral de la Obra para Piano / Doble Álbum CD Sello SGAE. España (2001).
- ANTÓN GARCÍA ABRIL - Concierto para Piano y Orquesta. Nocturnos de la Antequeruela. Grabación en vivo en el Teatro Monumental con la orquesta de Radio Television Española bajo la dirección de Enrique Garcia Asencio / Doble Álbum CD. Sello RTVE. Madrid, España.
- VICENTE DÍAZ DE COMAS - Álbum Regio y Contradanzas / Sello SGAE. España
- SERGEI RACHMANINOV - Concierto No. 3 para Piano y Orquesta y Rapsodia sobre un tema de Paganini. Grabación en vivo en la sala Mozart con la Orquesta Sinfónica del Estado de México bajo la dirección de Enrique Bátiz / Zaragoza, España.
- SERGEI RACHMANINOV - PIANOECHOS vol. II: Concierto No. 2 para Piano y Orquesta. Grabación en vivo con la Orquesta Filarmónica Mikhail Jora de Bacau bajo la dirección de Ovidiu Balán / Sello Piano Echos. Monferato, Italia.
- Grabación en vivo en el Auditorio Nacional de Música de Madrid / Doble álbum CD. Sello Marco Polo. Madrid, España.
- Grabación en vivo en la "Settimane Pianistiche Internazionali" / Sello Piano Echos CD “Clásicos Populares”. Monferato, Italia.
- Grabación de obras populares (Claro de Luna de Beethoven, Sueño de Amor de Liszt…) / Doble Album CD. Sello RTVE.